# Wilhelm Wichurski

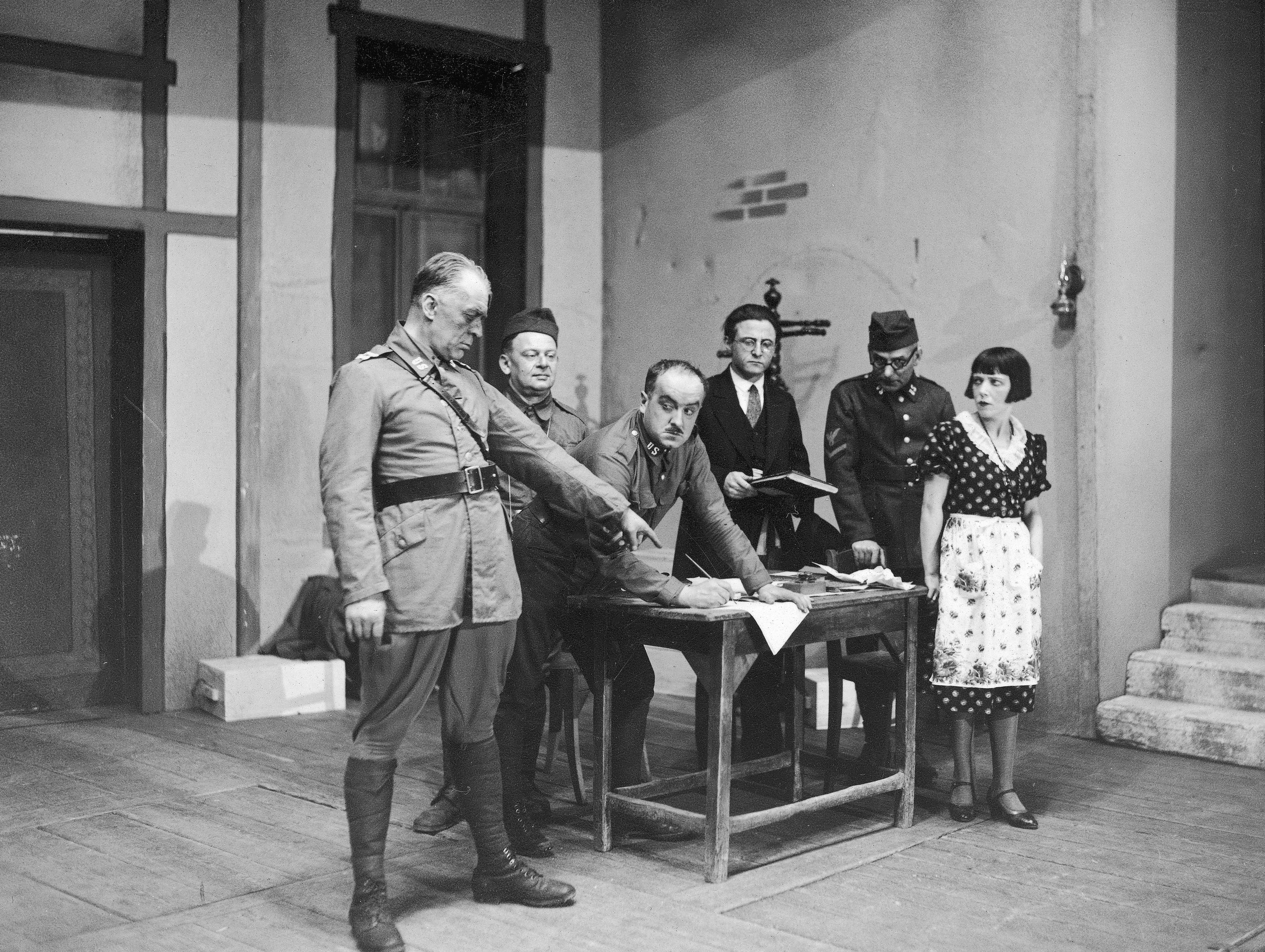
Scena z przedstawienia Rywale w Teatrze Miejskim im. J. Słowackiego w Krakowie (1929). Od lewej: Kazimierz Junosza-Stępowski, Józef Leliwa, Kazimierz Fabisiak, Wilhelm Wichurski, Stefan Turski, Stanisława Kostecka.

Wilhelm Wichurski, właśc. Wilhelm Franciszek Gwizdała (ur. 19 października 1907 w Tarnowie, zm. 4 lipca 1979 w Warszawie) – polski aktor teatralny i telewizyjny.

## Życiorys
Urodził się w rodzinie Wojciecha Gwizdały i Marii z Bąków. W rodzinnym Tarnowie ukończył gimnazjum, aby następnie kształcić się w Miejskiej Szkole Dramatycznej w Krakowie. W wieku 22 lat zdał egzamin eksternistyczny ZASP-u.
Zadebiutował w roku 1931 na scenie Teatru im. Juliusza Słowackiego w Krakowie. Szybko też nawiązał współpracę z Teatrem Kameralnym oraz Teatrem im. Stefana Żeromskiego w Kielcach. Następnie do roku 1936 występował w Teatrze Miejskim w Grodnie.
Podczas II wojny światowej pracował najpierw w fabryce samochodów w Warszawie, a w roku 1944 był pracownikiem Dworca Wschodniego w Warszawie.
Krótko po wojnie, w roku 1946 udało mu się na nowo rozpocząć prace w swoim zawodzie, dzięki czemu pojawił się na deskach Teatru Dramatycznego miasta stołecznego Warszawy. W kilka lat potem, mianowicie od roku 1951 aż do przejścia na emeryturę w lutym 1976 roku związał się z Teatrem Narodowym.
Był dwukrotnie żonaty. Jego pierwszą żoną była Wanda z domu Gacek, a drugą Katarzyna z domu Wietek (1930–2010), z którą był związany aż do swojej śmierci. 
Zmarł 4 lipca 1979 roku w Warszawie, pochowany na cmentarzu komunalnym Północnym (kwatera W-XVII-3-4-7).

## Filmografia[2]

### Filmy
- 1953: Celuloza
- 1956: Szkice węglem

### Spektakle Teatru Tv
- 1955: Ostry dyżur – Korgut

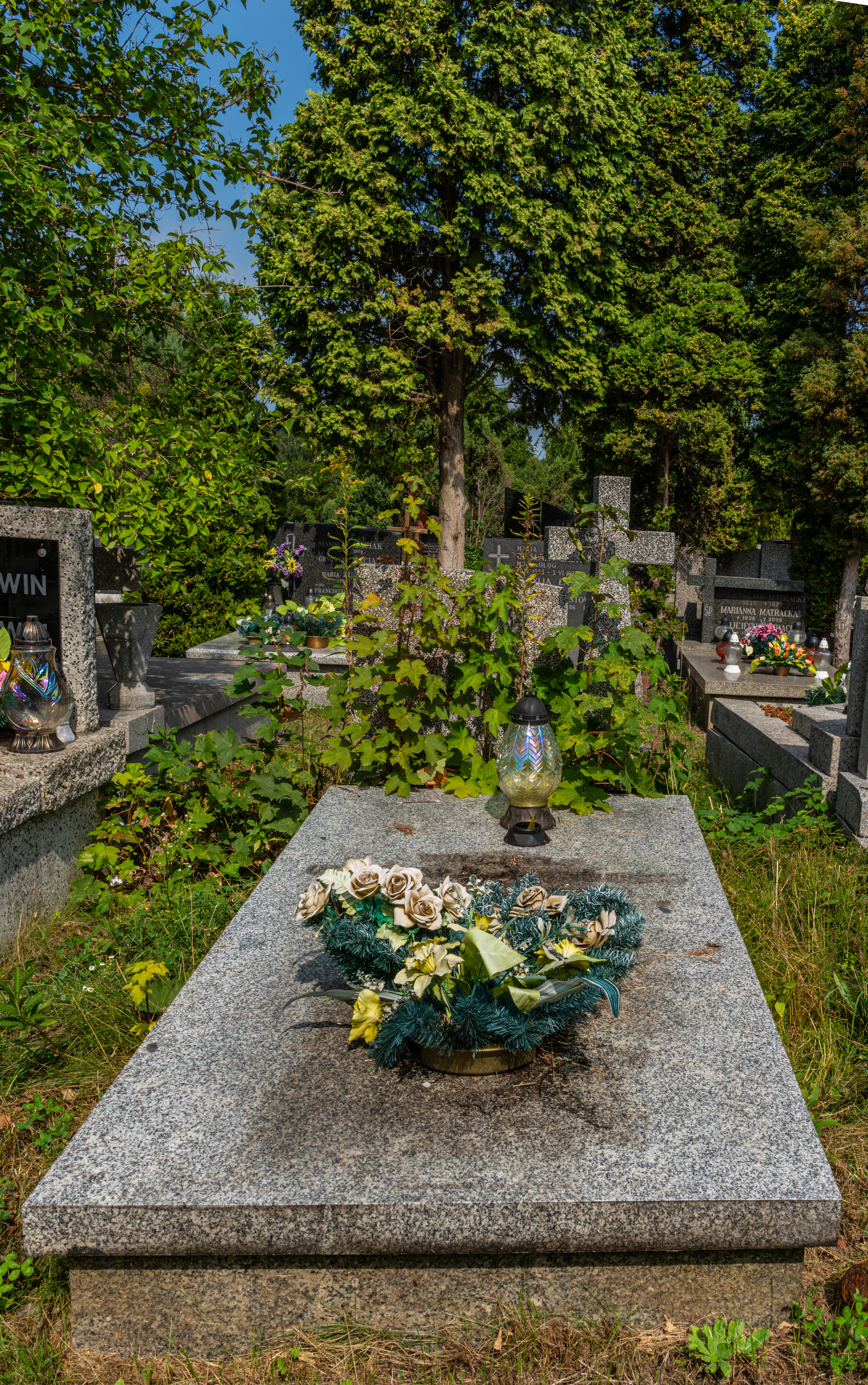
Grób Wilhelma Wichurskiego Gwizdały na cmentarzu Komunalnym Północnym w Warszawie

- 1958: Koniec świata o godzinie ósmej – Stevens, woźny
- 1958: Dwie rurki z kremem – komisarz Lepere
- 1958: Kto z nas jest mordercą
- 1963: Cyd
- 1963: Skandal w Hellbergu – sierżant Blom
- 1964: Pożegnania – barman z Cafe Clubu
- 1965: Pięć minut przed północą
- 1965: Rano przeszedł huragan
- 1966: Amfitryon
- 1966: Jedna noc – woźnica
- 1966: Jegor Bułyczow i inni
- 1970: Piszę pamiętnik artysty – lokaj hrabiny
- 1971: Kurka wodna
- 1971: Pan Tadeusz – Szlachcic (cz. 7)
- 1977: Kremlowskie kuranty – Przewodniczący komitetu domowego

## Ordery i odznaczenia
- Krzyż Kawalerski Orderu Odrodzenia Polski (1977)
- Medal 10-lecia Polski Ludowej (19 stycznia 1955)[3]